# Eucurtiopsis penaoru
Eucurtiopsis penaoru är en skalbaggsart som beskrevs av Alexey K. Tishechkin 2009. Eucurtiopsis penaoru ingår i släktet Eucurtiopsis och familjen stumpbaggar. Inga underarter finns listade i Catalogue of Life.